# Тихая (Львовская область)
Тихая (укр. Тиха) — село в Старосамборской городской общине Самборского района Львовской области Украины, расположено на реке Лининка.
Население по переписи 2001 года составляло 223 человека. Занимает площадь 0,6 км². Почтовый индекс — 82074. Телефонный код — 3238.